# Maria Kuśnierz-Skonieczna
Maria Kuśnierz-Skonieczna (wcześniej Maria Kuśnierz-Michalak, ur. 1971) – polska choreograf, pedagog i teoretyk tańca, kierownik artystyczny Zespołu Tańca Ludowego „Harnam” w Łodzi.

## Życiorys
W latach 1980–1990 była tancerka dziecięcego Reprezentacyjnego Zespołu Tańca Ludowego „Harnam” w Łodzi. W 1997 ukończyła studia magisterskie w specjalności pedagogika baletu w Akademii Muzycznej im. Fryderyka Chopina w Warszawie, a w 2003 Podyplomowe Studia Teorii Tańca.
Od 1997 jest nauczycielem tańca ludowego i charakterystycznego w Ogólnokształcącej Szkole Baletowej im. Feliksa Parnella w Łodzi.
W latach 1994–2007 była choreografem Zespołu Pieśni i Tańca „Dobroń”; pod jej kierunkiem zespół uczestniczył w międzynarodowych festiwalach w Serbii, Francji, Holandii, Finlandii, Włoszech, Korei Północnej i zdobył nagrody. W latach 2008–2010 kierowała Zespołem Tańca Ludowego „Harnam” w Łodzi, dla którego opracowała choreografie: „Tańce sieradzkie”, kujawiak do muzyki Henryka Wieniawskiego oraz widowisko dla dzieci „Pastorałka”. „Harnam” odbył wyjazdy zagraniczne do Hiszpanii, Rumunii i Niemiec, uczestnicząc w międzynarodowych festiwalach folklorystycznych.
Opracowała choreografie także dla innych zespołów: Akademickiego Zespołu Pieśni i Tańca „Kujon”, Zespołu Pieśni i Tańca „Rzgowianie”, zespołu polonijnego „Orzeł Biały” z Francji.
Na Ogólnopolskich Festiwalach Tańców Narodowych w siedzibie Zespołu Pieśni i Tańca „Śląsk” w Koszęcinie jest od 2015 wielokrotną laureatką nagrody (w tym Grand Prix) dla nauczyciela, którego praca została najwyżej oceniona.
W 2016 i 2017 została laureatką nagród za najlepszą interpretację choreograficzną muzyki Wojciecha Kilara i Karola Kurpińskiego. Jest autorką choreografii do widowiska „Wesele sieradzkie”, zrealizowanego w 2005 dla TV Polonia. W 2017 opracowała choreografię „Tańców słowiańskich” dla festiwalu Szalone Dni Muzyki, której premiera odbyła się na deskach Opery Narodowej w Warszawie, oraz „Suita Tańców Polskich” wytypowana do I edycji międzynarodowego projektu baletowego „Młody duch tańca”, prezentowanego na scenach teatrów Polski i Japonii.
Jest autorką wierszy lirycznych, opublikowanych m.in. w antologiach:
- W deszczu metafory. Koszalin: KryWaj, 2017 ISBN 978-83-65651-91-4[3],
- Między słowami a brzegiem myśli, opracowanie Krystyna Wajda. Koszalin: KryWaj, 2016 ISBN 978-83-65651-06-8[4],
- Kawiarenka poetycka: almanach użytkowników 4, opracowanie Krystyna Wajda. Koszalin: KryWaj, 2016 ISBN 978-83-65651-00-6.

Mąż – Łukasz Skonieczny, muzyk, kierownik Zespołu Tańca Ludowego „Harnam” w Łodzi, nauczyciel akompaniator w Ogólnokształcącej Szkole Baletowej im. Feliksa Parnella w Łodzi.

## Nagrody i odznaczenia
- Dyplom Ministra Kultury i Dziedzictwa Narodowego (trzykrotnie),
- Brązowy Krzyż Zasługi (2003),
- indywidualna Nagroda Dyrektora Centrum Edukacji Artystycznej za szczególny wkład w rozwój edukacji artystycznej w Polsce (2017)
- Honorowy Medal 600-lecia Miasta Łodzi "za działania na rzecz rozwoju Łodzi przyznawane z okazji 600-lecia Miasta" (2023)[5].